# Universidad Islámica Azad
La Universidad Islámica Azad (en persa: دانشگاه آزاد اسلامی, *Dāneshgāh-e Āzād-e Eslāmi*) es un sistema universitario privado con sede en Teherán, Irán. Es uno de los sistemas universitarios más grandes del mundo.

## Historia
Con sede en Teherán, Irán, la Universidad Islámica Azad es la quinta universidad más grande del mundo en cuanto a número de matriculados. Fue aprobada y ratificada por el Consejo Supremo de la Revolución Cultural en 1982, siendo fundada por Akbar Hashemí Rafsanyaní.
Fue la primera universidad privada de gran escala en la República Islámica. La Universidad Islámica Azad se expandió rápidamente durante los años 90, superando a las universidades estatales en número de estudiantes a comienzos de los 2000. Actualmente, supera los 1,5 millones de estudiantes matriculados. Su objetivo principal ha sido promover una «educación superior para todos», creciendo tanto física como académicamente hasta convertirse en una de las instituciones de educación superior más grandes del mundo.
Cuenta con dos universidades independientes y 31 filiales estatales en todo Irán, además de sucursales en cuatro países: Emiratos Árabes Unidos, Reino Unido, Líbano y Afganistán.
Se estima que el valor de los activos de la universidad ronda entre los 20.000 y 25.000 millones de dólares.
Las actividades de la Universidad Islámica Azad se expandieron rápidamente por todo el país, hasta el punto de que hoy en día miles de estudiantes se matriculan cada año. Sin depender de fondos gubernamentales, la universidad obtiene ingresos mediante cuotas de matrícula y donaciones benéficas.
Los títulos expedidos por esta universidad están reconocidos por el Ministerio de Ciencia, Investigación y Tecnología (Irán) y el Ministerio de Sanidad y Educación Médica (Irán) para programas de medicina y otras disciplinas.

### Controversia sobre la dotación económica
El Líder Supremo de Irán declaró que la dotación económica de la Universidad Islámica Azad era «religiosamente ilegítima e ilegal», lo que provocó una reestructuración administrativa de la institución.

## Gobernanza
La estructura de gobierno de la Universidad Islámica Azad está compuesta por:
- La Junta de Fundadores.
- La Junta de Síndicos.
- El presidente de la universidad.
- El Consejo Universitario.

### Presidentes
| Presidente                      | Mandato   | Alma mater                                | Especialidad                            |
| ------------------------------- | --------- | ----------------------------------------- | --------------------------------------- |
| Abdollah Jassbi                 | 1982–2012 | Universidad Aston                         | Ingeniería Industrial y Gestión         |
| Farhad Daneshjoo                | 2012–2013 | Universidad de Westminster                | Ingeniería Civil y Sismología           |
| Hamid Mirzadeh                  | 2013–2017 | Universidad de Nueva Gales del Sur        | Ingeniería de Polímeros y Biomateriales |
| Ali Mohammad Noorian (interino) | 2017      | Universidad de Gales                      | Ingeniería Eléctrica y Física           |
| Farhad Rahbar                   | 2017–2018 | Universidad de Teherán                    | Economía Teórica                        |
| Mohammad Mehdi Tehranchi        | 2018–2025 | Instituto de Física y Tecnología de Moscú | Física Aplicada y Materiales Avanzados  |

## Sedes y campus
La Universidad Islámica Azad cuenta con **dos universidades independientes** y 31 universidades estatales distribuidas en 367 campus en todo Irán, además de filiales en el extranjero. También gestiona centros de investigación, hospitales, laboratorios, talleres, instalaciones deportivas, zonas recreativas y servicios TIC. Actualmente, recibe estudiantes tanto iraníes como internacionales. Asimismo, la universidad administra 1.051 escuelas Sama y 118 centros de emprendimiento y formación profesional.

### Sedes internacionales
- Oxford (Reino Unido): Establecida en 2004, apoya la colaboración internacional de la universidad con otras instituciones académicas del Reino Unido.[13]

- Dubái (Emiratos Árabes Unidos): Inaugurada en 1995.[14]

### Oficinas internacionales
La Universidad Islámica Azad cuenta con oficinas internacionales en:
- Rusia, Italia, Alemania, Francia, Reino Unido, Emiratos Árabes Unidos, Líbano y Afganistán.[15]

### Universidades estatales
La Universidad Islámica Azad tiene 31 universidades provinciales (estatales) en todo Irán.

## Admisión
Desde su fundación en 1982 hasta 2013, la admisión a la Universidad Islámica Azad se realizaba mediante un examen de ingreso independiente, diseñado, administrado y corregido por la propia universidad. A partir de 2013, el examen se integró en el sistema público de universidades iraníes. Actualmente, la universidad participa en el examen nacional de ingreso, y algunos estudiantes admitidos por esta vía pueden estar exentos del pago de matrícula. Sin embargo, la Universidad Islámica Azad cobra tasas académicas que varían según el programa, el nivel y la ubicación.
La universidad acepta aproximadamente 320.000 nuevos estudiantes al año.

## Centros médicos
La universidad gestiona 10 hospitales con un total de 825 camas activas, y cuenta con 1273 camas aprobadas por el Ministerio de Sanidad de Irán. Cada centro médico universitario sirve como hospital universitario principal para la facultad de medicina correspondiente.

## Biblioteca principal
La Oficina de Bibliotecas de la Universidad Islámica Azad administra numerosas bibliotecas distribuidas en más de 360 campus de la universidad en todo Irán. Estas bibliotecas ofrecen servicios esenciales a una comunidad académica que supera 1,2 millones de estudiantes, docentes e investigadores.

## Galería

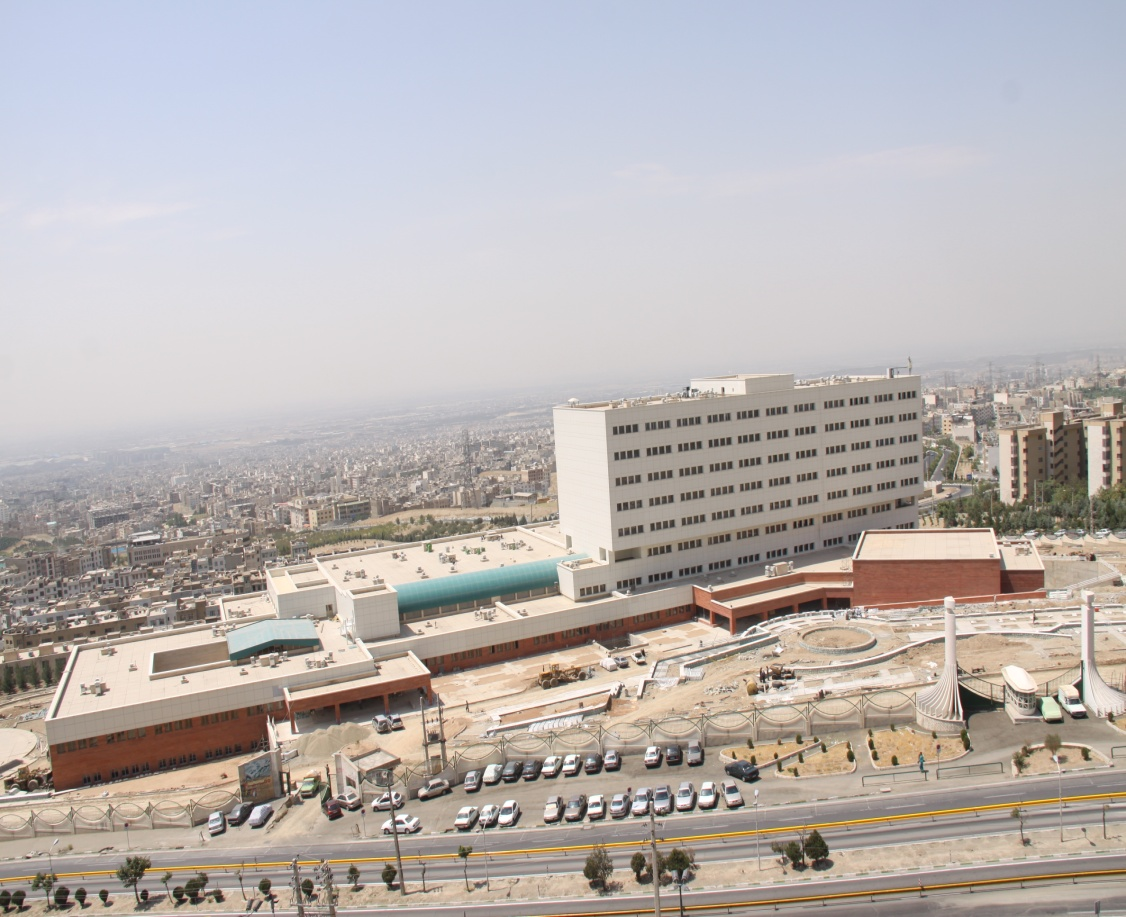
Ciencia e Investigación, Teherán.
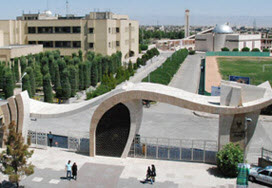
Mashhad
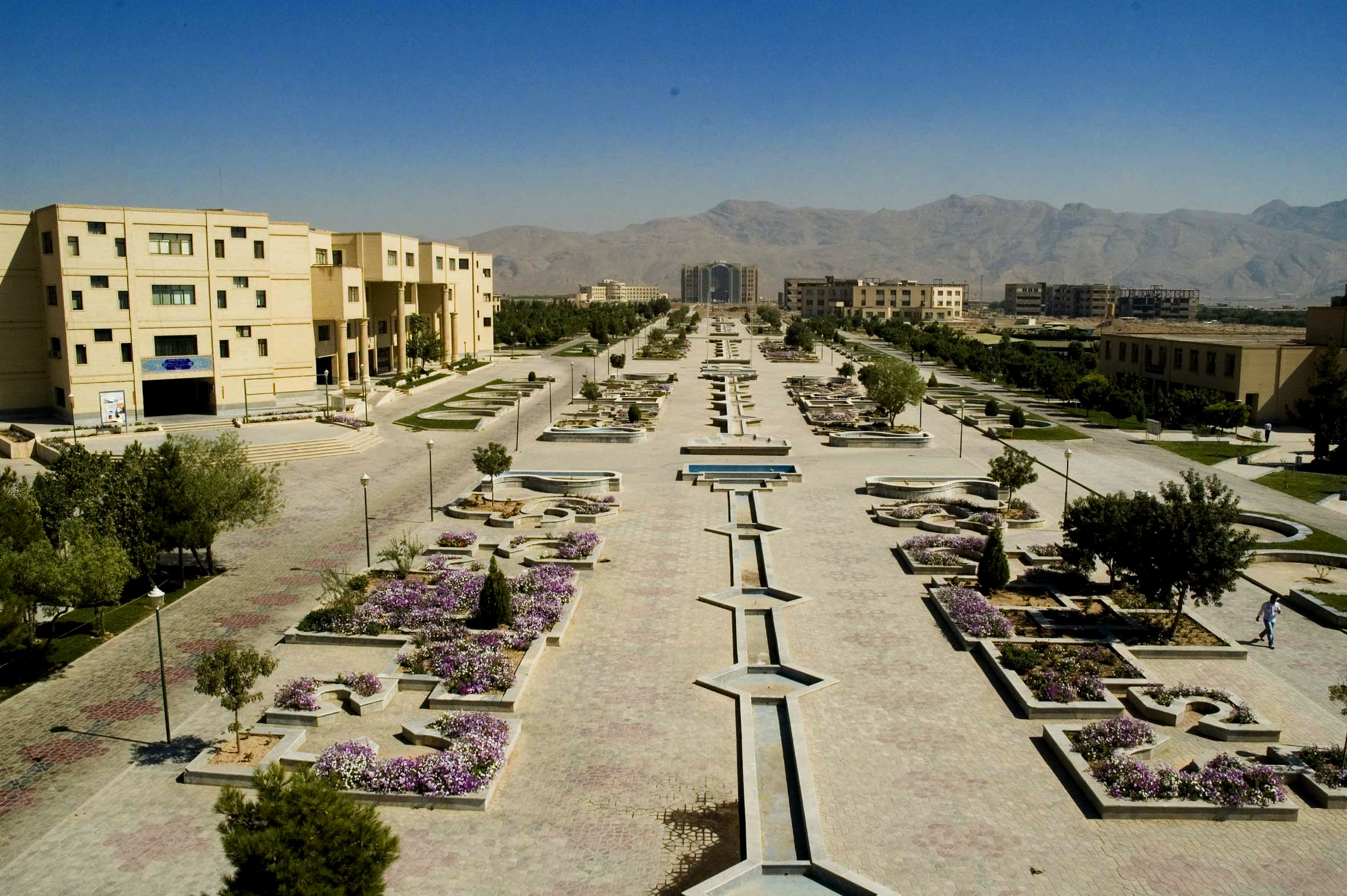
Universidad Islámica Azad de Najafabad.
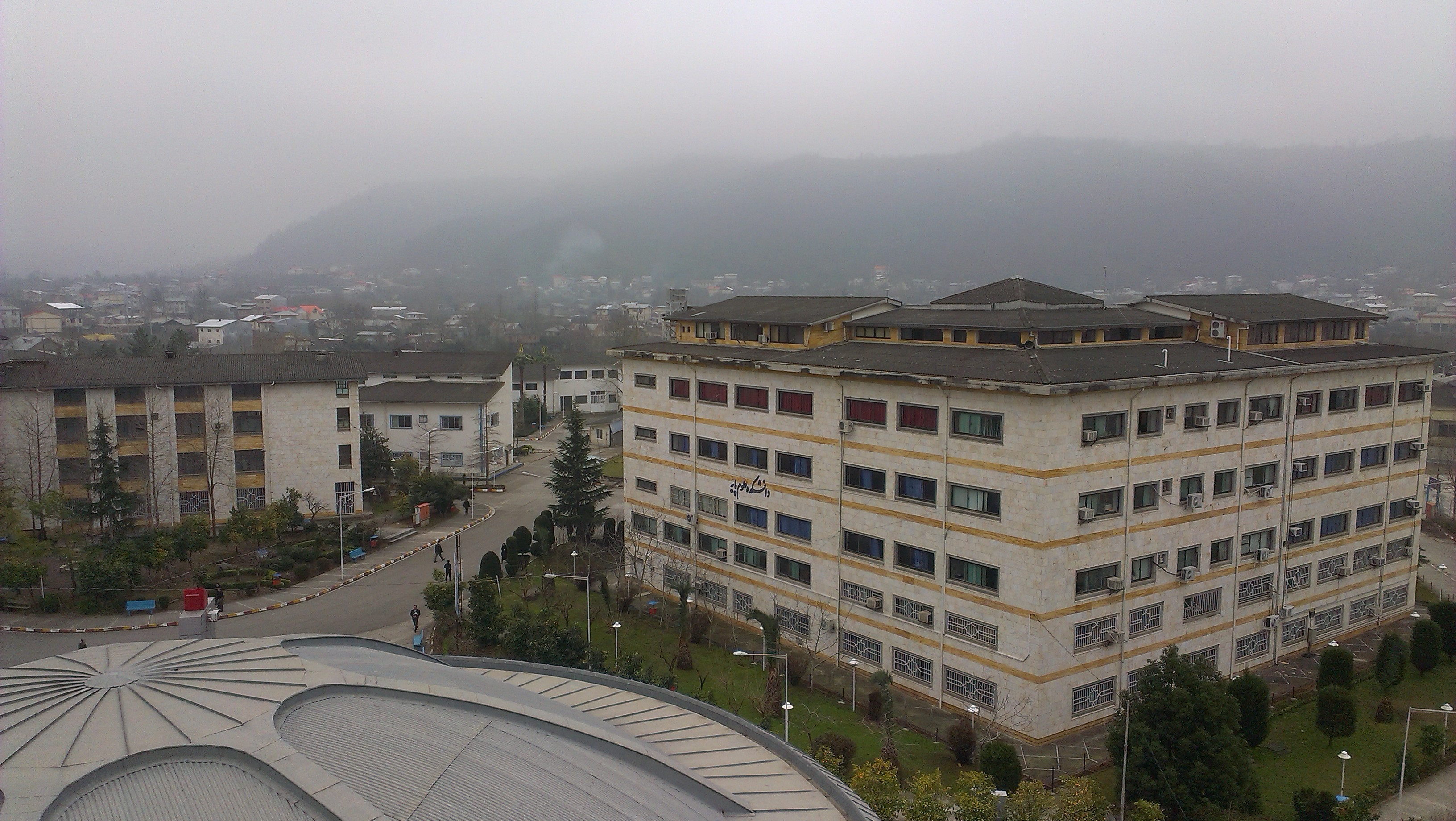
Universidad Islámica Azad de Lahijan.
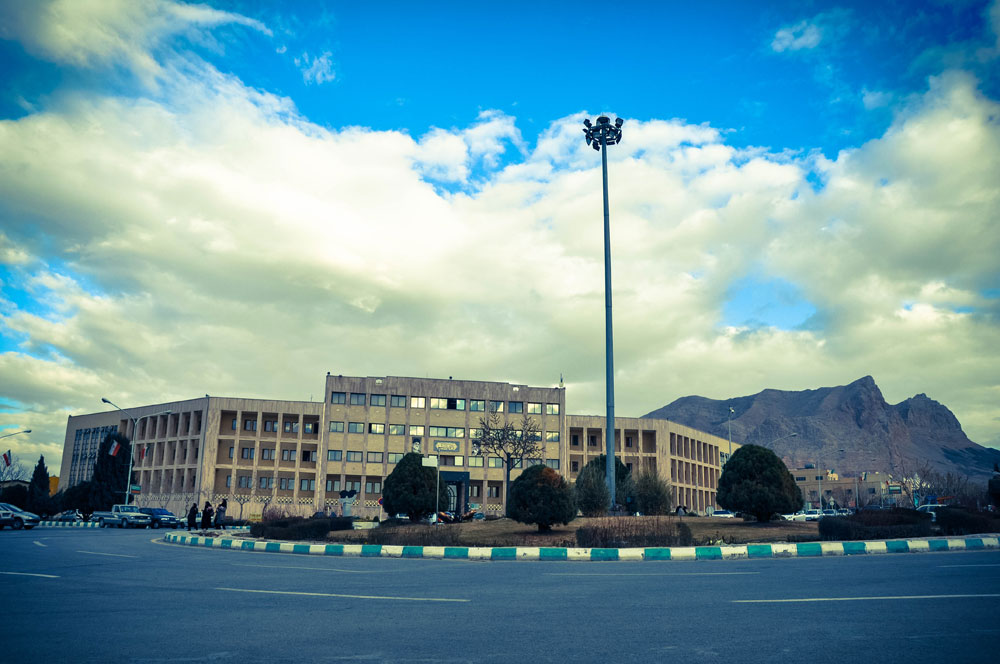
Universidad Islámica Azad de Isfahán